# Myrmedonota shimmerale
Myrmedonota shimmerale  (лат.) — вид жуков-стафилинид из трибы Lomechusini (Myrmedonota, Aleocharinae). Мексика. Мелкие коротконадкрылые жуки черновато-коричневого цвета, длина тела около 3 мм. От близких видов отличается двуцветными сегментами брюшка, окраской пронотума (от коричневого до чёрного) и тёмно-коричневыми 2-4-м тергитами и чёрными 5-8-м тергитами брюшка.
Голова субокруглая, шея отсутствует, затылочный шов полный. Поверхность тела мелкопунктированная. 11-члениковые усики с увеличенными последними сегментами (булавовидные). Первый сегмент нижнегубных щупиков длиннее второго. Передние лапки 4-члениковые, а лапки средних и задних ног состоят из 5 сегментов (формула лапок: 4-5-5). Предположительно (как и другие близкие виды) мирмекофилы.